# Obersturmbannführer

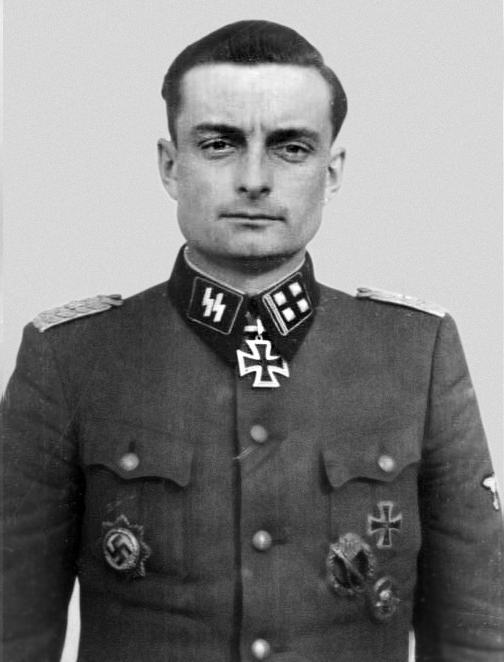
SS-Obersturmbannführer Manfred Schönfelder (1912–1983). Runt halsen bär Schönfelder Riddarkorset av Järnkorset.

Obersturmbannführer var en grad inom SS och SA, motsvarande överstelöjtnant inom armén. Den skapades i maj 1933 för att fylla ett behov av ytterligare en fältofficersgrad överordnad Sturmbannführer, när SA utvidgades. Den blev även en SS-grad vid samma tillfälle. Obersturmbannführer var direkt underställd Standartenführer och var jämförbar med Oberstleutnant (överstelöjtnant) i den tyska armén.

## Obersturmbannführer i urval
- Adolf Eichmann
- Rudolf Höss
- Manfred Schönfelder
- Ludwig Stumpfegger

Länk till lista över samtliga SS-Obersturmbannführer på svenska wikipedia.

## Gradbeteckningar för Obersturmbannführer i Waffen-SS

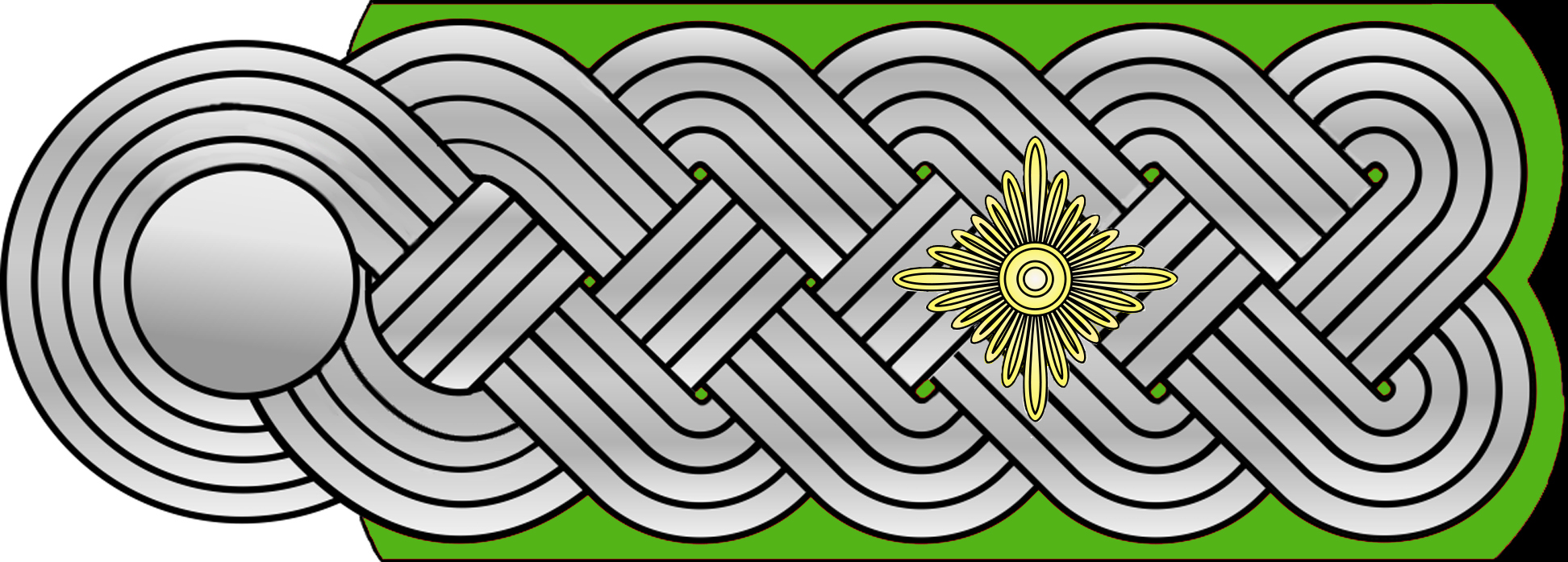
Axelklaff.
Kragspeglar.
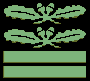
Kamouflage.
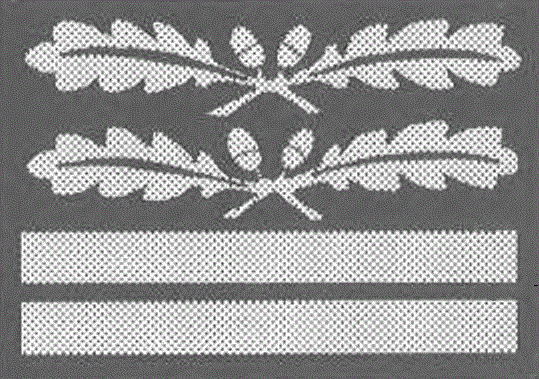
Kamouflage.